# Hrvatski rukometni kup za žene 2020./21.
Hrvatski rukometni kup za žene za sezonu 2020./21. je osvojila "Lokomotiva" iz Zagreba. 

Zbog pandemije COVID-19 u svijetu i Hrvatskoj natjecanje je bilo prekidano, ali završeno, za razliku od sezone 2019./20.

## Sustav natjecanja
U Hrvatskom kupu sudjeluje 16 klubova, izravno kvalificiranje, te preko regionalnih kvalifikacija. Utakmice osmine i četvrtzavršnice se igraju na jednu utakmicu, te potom četiri preostale momčadi igraju završni turnir (Final four). 
 
Natjecanje je igrano u proljeće 2021. godine.

## Rezultati

### Osmina završnice (1. kolo)
| datum             | mjesto odigravanja | par                                  | rez.  | napomene | izvještaj                                                                    |
| ----------------- | ------------------ | ------------------------------------ | ----- | -------- | ---------------------------------------------------------------------------- |
| 23. veljače 2021. | Split              | ŽARK Split - Zrinski Čakovec         | 24:34 |          | Arhivirana inačica izvorne stranice od 29. listopada 2021. (Wayback Machine) |
| 24. veljače 2021. | Umag               | Umag - Lokomotiva Zagreb             | 25:33 |          | Arhivirana inačica izvorne stranice od 29. listopada 2021. (Wayback Machine) |
| 24. veljače 2021. | Sesvete - Zagreb   | Trešnjevka Zagreb - Sesvete          | 28:31 |          | Arhivirana inačica izvorne stranice od 29. listopada 2021. (Wayback Machine) |
| 24. veljače 2021. | Osijek             | Olimpija Osijek - 1234 Virovitica    | 26:39 |          | Arhivirana inačica izvorne stranice od 29. listopada 2021. (Wayback Machine) |
| 24. veljače 2021. | Rijeka             | Zamet Rijeka - Đurđevac              | 42:25 |          | Arhivirana inačica izvorne stranice od 29. listopada 2021. (Wayback Machine) |
| 27. veljače 2021. | Solin              | Petason-Vranjic - Bjelovar           | 27:33 |          | Arhivirana inačica izvorne stranice od 29. listopada 2021. (Wayback Machine) |
| 9. ožujka 2021.   | Osijek             | Osijek - Podravka Vegeta Koprivnica  | 25:33 |          | Arhivirana inačica izvorne stranice od 29. listopada 2021. (Wayback Machine) |
| 23. ožujka 2021.  | Ivanić-Grad        | Ivanić (Ivanić-Grad) - Koka Varaždin | 23:36 |          | Arhivirana inačica izvorne stranice od 29. listopada 2021. (Wayback Machine) |

### Četvrtzavršnica
| datum             | mjesto odigravanja | par                                       | rez.  | napomene | izvještaj                                                                    |
| ----------------- | ------------------ | ----------------------------------------- | ----- | -------- | ---------------------------------------------------------------------------- |
| 7. travnja 2021.  | Virovitica         | 1234 Virovitica - Zrinski Čakovec         | 27:39 |          | Arhivirana inačica izvorne stranice od 29. listopada 2021. (Wayback Machine) |
| 7. travnja 2021.  | Bjelovar           | Bjelovar - Koka Varaždin                  | 34:25 |          | Arhivirana inačica izvorne stranice od 29. listopada 2021. (Wayback Machine) |
| 8. travnja 2021.  | Rijeka             | Zamet Rijeka - Podravka Vegeta Koprivnica | 29:37 |          | Arhivirana inačica izvorne stranice od 29. listopada 2021. (Wayback Machine) |
| 27. travnja 2021. | Sesvete - Zagreb   | Sesvete - Lokomotiva Zagreb               | 23:34 |          | Arhivirana inačica izvorne stranice od 29. listopada 2021. (Wayback Machine) |

### Završni turnir
Igrano 15. i 16. svibnja 2021. u Poreču u dvorani "Žatika".

| datum             | mjesto odigravanja | klub1                      | rez.          | klub2             | napomene                    | izvještaj                                                                    |
| poluzavršnica     | poluzavršnica      | poluzavršnica              | poluzavršnica | poluzavršnica     | poluzavršnica               | poluzavršnica                                                                |
| ----------------- | ------------------ | -------------------------- | ------------- | ----------------- | --------------------------- | ---------------------------------------------------------------------------- |
| 15. svibnja 2021. | Poreč              | Podravka Vegeta Koprivnica | 35:23         | Zrinski Čakovec   |                             | Arhivirana inačica izvorne stranice od 29. listopada 2021. (Wayback Machine) |
| 15. svibnja 2021. | Poreč              | Lokomotiva Zagreb          | 31:24         | Bjelovar          |                             | Arhivirana inačica izvorne stranice od 29. listopada 2021. (Wayback Machine) |
|                   |                    |                            |               |                   |                             |                                                                              |
| za pobjednika     |                    |                            |               |                   |                             |                                                                              |
| 16. svibnja 2021. | Poreč              | Podravka Vegeta Koprivnica | 23:27         | Lokomotiva Zagreb | "Lokomotiva" pobjednik kupa | Arhivirana inačica izvorne stranice od 29. listopada 2021. (Wayback Machine) |

## Vanjske poveznice
- hrs.hr, Hrvatski rukometni savez
- Natjecanje / Hrvatski kup - Žene
- hrs.hr, Kup Hrvatske